# Kettle Creek Mine
Kettle Creek Mine is een stalen achtbaan in het Canadese attractiepark Playland (Vancouver). De achtbaan werd geopend in 2004 en is tot op heden operationeel.